# Oost-Atjeh
Oost-Atjeh (Indonesisch: Kabupaten Aceh Timur, Atjehs: Acèh Timu, Jawi: اچيه تيمو) is een regentschap in de oostelijke gedeelte van Atjeh (Nanggroe Atjeh Darussalam) van Indonesië. Het is gelegen op het eiland Sumatra. Het regentschap heeft een oppervlakte van 6286.01 vierkante kilometer en had volgens de telling van 2010 een populatie van 360.475 mensen; de laatste officiële schatting (per 2014) is 379.507.
Het regentschap grenst aan de Straat Malakka in het noordoosten, de stad Langsa en Aceh Tamiang in het zuidoosten, Gayo Lues in het zuiden en Centraal-Atjeh, Bener Meriah en Noord-Atjeh in het westen.

## Economie
Het regentschap is rijk aan aardolie, meer nog dan de regentschappen Noord-Atjeh en Atjeh Tamiang. Veel mensen werken in de visserij, maar er wordt maar weinig geëxporteerd; mensen zijn ervan afhankelijk voor voedsel. Het belangrijkste visserscentrum in het regentschap is in Idl. Het regentschap heeft ook verschillende op voedselgewassen gebaseerde industrieën die tofu, tempé en zongedroogde bananenchips produceren. In sommige gebieden staan plantages voor palmolie en rubber, hoewel er in het gebied slechts één staatsbedrijf (TPN I) actief is. Plantages produceren ook cacao en chocolade en in het Lokop-gebied wordt ijzererts en lood gewonnen.

## Administratieve afdelingen
Het regentschap is administratief verdeeld in vierentwintig onderdistricten (kecamatan):
1. Serba Jadi
2. Simpang Jernih
3. Peunaron
4. Birem Bayeun
5. Rantau Selamat
6. Sungai Raya
7. Peureulak
8. Peureulak Timur (Oost-Peureulak)
9. Peureulak Barat (West-Peureulak)
10. Ranto Peureulak
11. Idi Rayeuk
12. Peudawa
13. Banda Alam
14. Idi Tunong
15. Darul Ihsan
16. Idi Timur (Oost-Idi)
17. Darul Aman
18. Nurussalam
19. Darul Falah
20. Julok
21. Indra Makmur
22. Pante Bidari
23. Simpang Ulim
24. Madat